# 매기 캐슬
매기 캐슬(Maggie Castle, 1983년 4월 7일 ~ )는 캐나다의 배우이다. 디즈니 채널 오리지널 영화 《스타스트럭》의 사라 올슨 역으로 유명하다.

## 출연 작품
- 스트롱거, 자칼 (단역 출연)